# Syntomium confragosum
Syntomium confragosum är en skalbaggsart som beskrevs av Mäklin 1852. Syntomium confragosum ingår i släktet Syntomium och familjen kortvingar. Inga underarter finns listade i Catalogue of Life.